# Stanisław Panek (partyzant)
Stanisław Panek ps. "Rudy", (ur. 1924 w Czeladzi, zm. 10 sierpnia 1946 w okol. Wójcina) – żołnierz zbrojnego podziemia, dowódca oddziału partyzanckiego operującego na południu woj. łódzkiego, w powiecie wieluńskim i na pograniczu północno-zachodniej części Górnego Śląska w powiecie kluczborskim.

## Życiorys
Zdezerterował z Ludowego Wojska Polskiego; ukrywał się do jesieni 1945 w Kluczborku; tam wstąpił do oddziału pod dowództwem Franciszka Olszówki ps. "Otto", w którym wkrótce został zastępcą dowódcy. Oddział rozbity został przez UB i KBW 17 grudnia 1945 leśniczówce Dobrygość (4 km od wsi Opatów, powiat kępiński), a Panek "Rudy" z częścią oddziału uciekł na teren powiatu wieluńskiego. W styczniu 1946 opanował posterunek milicji w Głuszynie (powiat namysłowski). Po śmierci Olszówki "Otta" (8 lutego 1946) został samodzielnym dowódcą oddziału. Do śmierci Olszówki doszło w czasie akcji odwetowej sił rządowych po ataku na ochotników chcących zaciągnąć się do milicji. W czasie ataku pojmano a następnie zabito strzałem w głowę nowo zaciągniętych Zygmunta Pałczyńskiego, Stefana Skoczylasa i Stefana Włodarczyka. Milicjanci zostali zaskoczeni w trakcie szkolenia któremu przewodził były partyzant AK i AL Zygmunt Pałczyński.
W nocy z 17 na 18 lutego, w odwecie za śmierć "Otta", przeprowadził atak na pociąg, którym jechali żołnierze radzieccy. Do akcji doszło na stacji kolejowej w Czastarach, gdzie zatrzymał się około drugiej w nocy pociąg osobowy. Ludzie "Rudego" przeszukali pociąg, dziewięciu znalezionych w nim Rosjan zabili na miejscu, dwóch innych ranili (jeden zmarł w szpitalu, drugiemu udało się przeżyć mimo postrzału).
1 kwietnia 1946 r. część żołnierzy z oddziału "Rudego" została podporządkowana nowo utworzonej jednostce Konspiracyjnego Wojska Polskiego SOS "Jastrzębie", pod dowództwem por. Alfonsa Olejnika "Babinicza". Sam "Rudy" nie podporządkował się strukturom KWP i wraz z kilkoma zaufanymi podkomendnymi rozpoczął ukrywanie się przed UB oraz "Babiniczem", który postanowił zlikwidować Panka. 14 maja 1946 opanował Byczynę, gdzie m.in. jego oddział zerwał połączenia telefoniczne. Otoczony przez KBW w okolicy Wójcina, po walce, popełnił samobójstwo 10 sierpnia tego samego roku.

## Opinie
- Pchor. Stanisław Żelanowski, szef wywiadu KWP wydał o "Rudym" następującą opinię: Sam Rudy jest człowiekiem o nieokiełznanych najprymitywniejszych instynktach, bez charakteru, bez poczucia honoru, prawa i porządku – będąc dowódcą oddziału nigdy nie dbał o ideowe prowadzenie walki, rządził się własnymi prawami zezwalając swoim ludziom na rabunki, gwałty i zabójstwa, zyski z różnych "akcji" lokował u swoich licznych kochanek.[5]